# Спритність

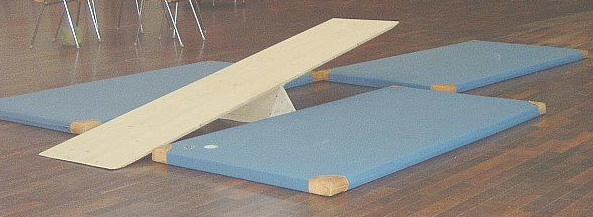
Пристрій для перевірки спритності у дітей

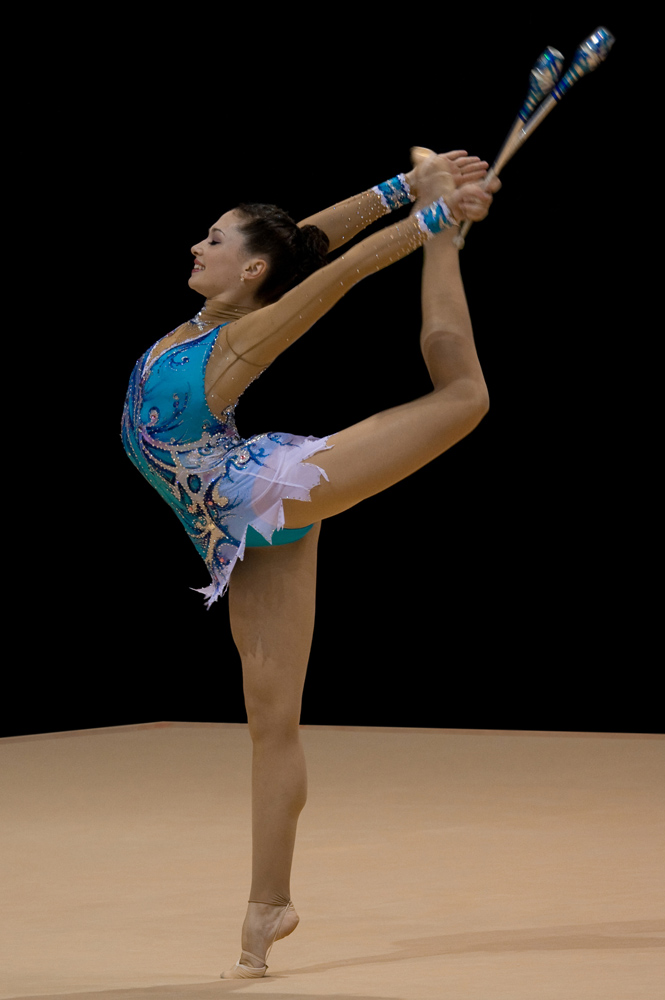
Спритність — головний чинник художньої гімнастики

Спритність  — це властивість за значенням спритний, складна якість, яка в різних видах діяльності проявляється по-різному. Це здатність людини виконувати певну вправу, рух, дію чи комплекс рухів за різних обставин у найменший проміжок часу з найменшою енергетичною затратою, на повному автоматизмі (гімнастика) та/чи при миттєвій розумовій діяльності з вирішення нових непередбачуваних фізичних задач (футбол, баскетбол, інші командні види спорту). В гімнастиці це здатність своєчасно і корисно коригувати рухові дії в умовах дефіциту часу та мінливих ситуацій.

## Розвиток фізичної спритності
Спритність виховується, прищеплюється та розвивається шляхом розучування нових вправ на координацію, гнучкість і швидкість, та постійного ускладнення їхнього виконання шляхом додаткового масового навантаження (жилети-обтяжувачі), агресивного зовнішнього середовища (автомати з тенісними м'ячами) чи зміну робочого майданчика (замість спортивної зали — вулиця, замість стійкої гімнастичної лави — залізна труба, яка трохи хитається)
Засоби розвитку фізичної спритності:
- рухливі та спортивні ігри;
- єдиноборства;
- біг з перешкодами;
- вправи на рівновагу в русі і в статичному положенні, під час бігу;
- стрибки;
- метання;
- загальнорозвивальні вправи з предметами;
- гімнастичні та акробатичні вправи.

Методи розвитку фізичної спритності:
- Асиметричні рухи під час виконання симетричних вправ
- Фізичні вправи з різним м'язовим напруженням (напр. стрибки у довжину на задану відстань)
- Вправи з незвичних вихідних положень.
- Дзеркальне виконання вправ (напр. метання лівою рукою для правші).
- Ускладнення вправ додатковими рухами.
- Зміна швидкості й темпу руху, способів виконання вправ.

## Спритність у спорті
У спорті спритність виявляється у точному швидкісному виконанні рухів (стрибок, кидок, поворот…) чи комплексів рухів (нижня передача м'яча, обгін, низький старт…), головна мета яких — швидше отримання перемоги чи найкращих результатів гри чи змаганні.

## Спритність у житті
Під спритністю в повсякденному житті можна вважати швидку реакцію на зміни в оточуючому середовищі, типу впіймати чи, навпаки, відхилитися від падаючих речей, перестрибування калюжі, ухилитись від машини, яка виринула з-за рогу тощо.

## Спритність у водінні авто
Здатність швидко зреагувати на поведінку інших учасників дорожнього руху.

## Спритність у комп'ютерній грі
Здатність виконати ряд завдань з найменшими втратами для головного героя даної комп'ютерної гри.